# Шевченко Тарас Ярославович
Тара́с Яросла́вович Шевче́нко (24 квітня 1981, Івано-Франківськ, Українська РСР — 19 травня 2015, с. Гранітне, Волноваський район, Донецька область, Україна) — молодший сержант Збройних сил України, учасник російсько-української війни, механік-водій БМП (72-га окрема механізована бригада).

## Життєпис
Змалечку захоплювався футболом, на початку 2000-х років грав за франківську команду «Тепловик».
По закінченні 17-ї школи вступив до Івано-Франківського ВПУ № 13. Певний час працював інструктором з лижного спорту в Буковелі, потім виконувати ремонти. Був одружений і мав двох дітей.
На час отримання повістки з військкомату, Тарас працював в Одесі. Повернувшись додому, сам пішов до військкомату і 2 лютого 2015 року поїхав на полігон. Був зарахований на посаду механіка-водія БМП у 72-гу окрему механізовану бригаду, яка тримала оборону на півдні Донеччини.
Загинув під час виконання бойового завдання поблизу села Гранітне від підриву на розтяжці та втрати крові. Важко пораненим проповз із автоматом ще метрів сто. Тіло евакуювали через добу.
По смерті залишилися мати, двоє братів, дружина, син і дочка.
Похований в Івано-Франківську, в урочищі Дем'янів лаз.

## Нагороди
Указом Президента України № 345/2016 від 22 серпня 2016 року «за особисту мужність і високий професіоналізм, виявлені у захисті державного суверенітету та територіальної цілісності України, вірність військовій присязі» нагороджений орденом «За мужність» III ступеня (посмертно).

## Почесні звання
25 квітня 2019 року присвоєно звання «Почесний громадянин міста Івано-Франківська» (посмертно).

## Вшанування пам'яті
26 червня 2015 року у ВПУ № 13 м. Івано-Франківська відбулось відкриття пам'ятної дошки на честь випускника Тараса Шевченка.